# Rinopatia cronica ipertrofica
La rinopatia cronica ipertrofica è una rinite che ha come principale caratteristica l'irreversibilità dell'ipertrofia nasale.

## Eziologia
Esistono varie forme di rinite che possono essere collegate all'ipertrofia, come la rinite cronica ipertrofica e la rinopatia vasomotoria allergica. Le cause dell'ostruzione sono molteplici: la più comune è la deviazione del setto nasale, ma vi possono essere irritazioni croniche della mucosa o ancora forme di rinopatia vasomotoria come la neurodistonica.

## Clinica

### Segni e sintomi
I sintomi sono rapportati all'entità dell'ostruzione; nei casi più gravi vi possono essere difficoltà respiratorie e bruciore.

### Esami di laboratorio e strumentali
Per una corretta diagnosi basta effettuare l'esame rinoscopico.

## Trattamento
Se la causa è data da un'irritazione bisogna comprendere quale sia il fattore e neutralizzarlo con decongestionanti, anche se possono causare ricadute in altre forme di riniti.
Il trattamento solitamente è chirurgico, tipici sono i casi di ricostruzione del setto nasale.
È consigliabile l'utilizzo di immuno stimolatori i quali possono rinforzare il sistema immunitario, così da garantire un miglioramento delle condizioni generali, facendo sì che gli episodi di infiammazione delle vie aeree superiori particolarmente comuni nei pazienti affetti riniti diminuiscano notevolmente, permettendo un miglioramento della vita del paziente senza ricorre all'utilizzo della medicina chirurgica.